# Jost II. von Rosenberg

Jost von Rosenberg: Grabplatte, ehemals im Breslauer Dom (jetzt im Erzdiözesanmuseum)

Jost II. von Rosenberg (auch: Jodok von Rosenberg; tschechisch Jošt II. z Rožmberka; * 11. November 1430; † 12. Dezember 1467 in Neisse, Fürstentum Neisse) war Fürstbischof von Breslau und Großprior des Malteserordens für Böhmen und Österreich.

## Leben
Jost entstammte dem südböhmischen Adelsgeschlecht Rosenberg. Seine Eltern waren Ulrich II. von Rosenberg und Katharina von Wartenberg. Nach einem Studium in Prag trat er in jungen Jahren dem Malteserorden bei, als dessen Großprior er für das Jahr 1451 belegt ist. Bereits 1450 hatte er die Würde des Dompropstes am Prager Veitsdom erlangt. Am 24. August 1453 wurde er in Salzburg zum Priester geweiht.
Nach dem Tod des Breslauer Bischofs Peter Nowag wählte das Domkapitel auf Empfehlung des böhmischen Königs Ladislaus Postumus 1456 Jost von Rosenberg zu dessen Nachfolger. Gleichzeitig beschränkte es mit einem Statut die Macht des künftigen Bischofs.
Die Wahl zum Bischof von Breslau wurde am 9. Juni 1456 vom Papst Calixtus bestätigt und zugleich – da Jost noch nicht das Kanonische Alter erreicht hatte – mit der entsprechenden Dispens verbunden. Bei der Wahl dürfte eine Rolle gespielt haben, dass Josts älterer Bruder Heinrich IV. von Rosenberg seit 1454 Oberlandeshauptmann von Schlesien war.
Nach dem Tod des Königs Ladislaus Posthumus 1457 wandte sich Schlesien, vor allem aber die Breslauer Geistlichkeit, gegen die Wahl Georg von Podiebrads zum böhmischen König. Obwohl Jost, im Gegensatz zu seinem Bruder Johann II. von Rosenberg, nicht zu den Anhängern Podiebrads gehörte und er die Interessen des Heiligen Stuhls vertrat, wurde seine Stellung schwierig, da er versuchte, die Interessen des böhmischen Königs bei Verhandlungen mit der Römischen Kurie zu berücksichtigen.
In einer denkwürdigen Predigt 1461 „Über das Blut Gottes“, brachte er die Prager Bürger dermaßen auf, dass er auf des Königs Burg Hory flüchten musste. Obwohl sich 1462 sein Verhältnis zum König verschlechterte, vermittelte er in dessen Namen weiter zwischen der Römischen Kurie und dem unzufriedenen utraquistischen Adel, der sich immer mehr von Rom abwandte. Um die Gefahr neuerlicher Auseinandersetzungen abzuwenden, hoffte Jost, dass der König sich wieder dem Katholizismus zuwenden würde und versuchte auch, Königin Johanna für seine Haltung zu gewinnen. Seinen Bruder Johann, der seit 1457 in der Nachfolge des verstorbenen Bruders Heinrich das Amt des schlesischen Landeshauptmanns bekleidete, forderte Jost 1467 auf, zum katholischen Glauben zurückzukehren. Die im selben Jahr gegründete antihussitische Liga ist im Wesentlichen Josts Werk, wurde jedoch schon bald vom damaligen Päpstlichen Legaten in Breslau, Rudolf von Rüdesheim, damals Bischof von Lavant und später sein Nachfolger in Breslau, gesteuert.
Neben Breslau hielt sich Jost auch in Strakonitz, dem Sitz der Malteser-Großpriorats und in Krumau, der Hauptresidenz der Rosenberger, auf. Im Alter von nur 37 Jahren starb er in der bischöflichen Residenz in Neisse und wurde im Presbyterium des Breslauer Doms bestattet, dessen Westvorhalle er erbauen ließ. 1886 wurde sein Grab mit dem Sarg Robert Herzogs neu belegt und die Überreste Josts, in eine Alba gewickelt, neben der Kopfseite des Sarges Herzogs eingemauert oder gelegt. 1951 wurde die Grabkammer abgerissen und Josts Gebeine in die frühere kleine Kanonikergruft unter dem südlichen Kirchenschiff umgebettet.